# Тулепіа-Меліа

Тулепіа-Меліа — в міфології горян Західної Грузії — божество родючості. Частина імені бога — Меліа («лис») — свідчить про те, що у цього бога був зооморфний образ. Культ Тулепіа-Меліа поступово злився з культом бога Квіріа. Обряд, пов'язаний з шануванням Тулепіа-Меліа, був приурочений до пробудження природи. Як самостійний елемент він входив до святкування, присвяченого Квіріа. Після прийняття християнства він відбувався на першому тижні Великого посту. Дослідники вважають, що Тулепіа-Меліа за своїми функціями був близький до божества хетів Телепінуса і до адизького бога Тлепша.